# Barbaroscia amabilis
Barbaroscia amabilis är en fjärilsart som beskrevs av Jordan 1907. Barbaroscia amabilis ingår i släktet Barbaroscia och familjen bastardsvärmare. Inga underarter finns listade i Catalogue of Life.